# 중앙아시아의 초원에서

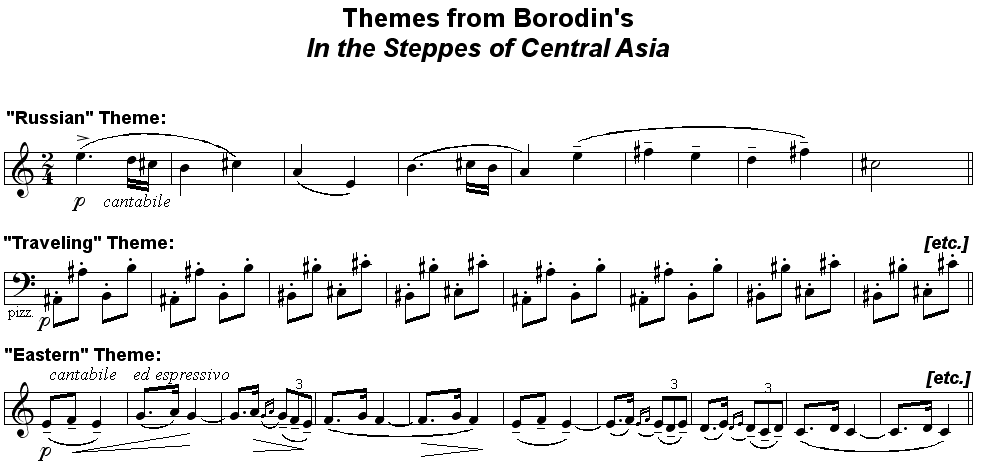
3개의 메인 테마

《중앙아시아의 초원에서》(러시아어: В средней Азии 프 스레드네이 아지[*])는 알렉산드르 보로딘이 1880년에 작곡한 교향시이다.
중앙아시아의 끝없는 초원을 낙타의 대상(隊商) 무리가 러시아병에게 호위되어 가까이 또는 멀리 가는 정경을 묘사한 명곡이다. 보로딘 특유의 그침없이 반복되는(오스티나트적) 리듬이 매끈한 멜로디와 얽혀 대자연을 배경으로 풍속적 파노라마를 전개하였다.

## 악기 편성
- 목관악기: 플루트2, 오보에, 잉글리시 호른, 클라리넷2, 바순2
- 금관악기: 호른(F)4, 트럼펫(F)2, 트롬본2, 베이스 트롬본
- 타악기: 팀파니
- 현악 5부